# 京都市立看護短期大学
京都市立看護短期大学（きょうとしりつかんごたんきだいがく、英語: Kyoto Municipal Junior College of Nursing）は、京都府京都市中京区壬生東高田町1-2に本部を置いていた日本の公立大学である。1954年に設置され、2013年に廃止された。大学の略称は市看短。

## 概観

### 大学全体
- 京都府京都市中京区に所在した日本の公立短期大学で、設置主体は京都市[1]。
- 京都で唯一の公立短期大学で看護科のみの単科短大で1学年定員が50名前後の小規模短大であった[注 1]。キャンパスは京都市立病院に隣接していた。
- 2009年度の入学生を最後に[注釈 2]、短期大学としての使命を終える[注釈 3]。

### 建学の精神（校訓・理念・学是）
- 京都市立看護短期大学の教育理念は「看護に関する専門知識や技術の修得、あわせて心豊かな人間性を育み、広く地域社会に貢献する人材育成すること」とであった[2]。

### 学風および特色
- 1950年創立の京都市高等看護学院が1954年に短期大学として改組発展し、短期大学として50年以上存続した。男女共学であったが、女子学生の方が圧倒的に多かった。

## 沿革
- 1950年
  - 京都市高等看護学院が開校[6]。
- 1954年
  - 2月15日 左記を以て文部省[注 2]より短期大学の設置が認可される[7]。
  - 4月1日 京都市立看護短期大学が以下の学科体制にて開学する[8]。
    - 看護科 入学定員20名

  - 5月1日 学生数[9]/定員
    - 看護科 20[注釈 4]/20
- 1972年
  - 4月1日 看護科の入学定員を20→50に増員[10]。
  - 5月1日 学生数[11]/定員
    - 看護科 98[注釈 4]/90
- 1977年
  - 4月1日 同年度の入学受験生より入学選考料徴収。
- 1978年
  - 4月1日 同年度の入学生より入学料徴収。
- 1979年
  - 4月1日 同年度の入学生より授業料徴収[12]。
- 1992年
  - 5月1日 学生数[注 3]/定員
    - 看護科 152[注釈 4]/150
- 1993年
  - 4月1日 男子学生を募集する。
  - 5月1日 学生数[15]/定員
    - 看護科 151[注 4]/150
- 1999年
  - 5月1日 学生数[16]/定員
    - 看護科 150[注 5]/150
- 2009年
  - 4月1日 この年度で学生募集を最終とする[注釈 2]。
- 2010年
  - 京都市会2月定例会にて廃止条例案が否決されるが、5月定例会にて逆転可決される。
- 2013年
  - 7月4日 左記を以て正式に廃止する[注釈 3]。

## 基礎データ

### 所在地
- 京都府京都市中京区壬生東高田町1-2[注釈 1]

## 教育および研究

### 組織

#### 学科
- 看護科 入学定員50名[注釈 5]

#### 取得資格について
- 看護師国家試験受験資格が取得できた[2]。

#### 附属機関

##### 附属病院
- 短期大学附属ではないが、短期大学と同じ運営母体となっている京都市立病院がある。

### 研究
- 『京都市立看護短期大学紀要』[18]

## 学生生活

### 部活動・クラブ活動・サークル活動
- 京都市立看護短期大学は、小規模短大なのでクラブ活動の組織数は少なかった。学生自治会に所属するクラブとしてバレーボール・テニス・バスケットボール・バドミントン・ボランティア・体操・手話・箏曲・華道・茶道などがあった[2]。

### 学園祭
- 京都市立看護短期大学の学園祭は「市看祭」と呼ばれ、毎年概ね10月末日に行われていた[2]。

## 施設

### キャンパス[2]
- 交通アクセス：JR京都駅より京都市営バス（13・特13・臨13・27・32・43・73・75・80・202・快速202・205・快速205系統）、京都バス（81・83系統）「西大路五条」バス停留所で下車する。ほか阪急電鉄京都本線西院駅下車、南へ徒歩で10分程度のところにある。

## 社会との関わり
- 2006年度、荒浜由佳がミスキャンパスKANSAIグランプリに選ばれた。

### 廃止までの経過
- 門川大作京都市長が2009年3月に突然、京都市立看護短期大学の廃止と3年後に私立の佛教大学に新設される看護学科への統合を発表した。廃止の計画は新入生や在校生をはじめ大学関係者、議会、市民に何の説明もなく、佛教大学との交渉の経過も不透明なものであった。また在学生らが5月に全学生の7割から集めたアンケートでは、「廃止に反対」が半数を超え、今後の短大の在り方については「市立4年制」65.1%、「市立3年制」34.8%で、門川市長が計画した私立化を望んだ学生はおらず[19]、当事者である学生不在のまま廃止方針が出されたことへの批判が議会でも起こった。京都市は2010年度からの募集を停止して廃止を実現しようとした。しかし、学生や卒業生らが存続を求めて取り組みを広げ、市長の姿勢に不満を持った市長与党の自民党や第二会派の共産党が反対したことで、2010年3月に廃止条例案は議会で否決された[20]。募集が停止された公立学校の廃止案が否決されたのは極めて異例のことであったが、それから2か月後の市議会5月定例会では看護短大廃止の議案が再提出され、可決された。なお、廃止案が可決されたことには、自民党市議団内で短大廃止案について賛否両論が拮抗したため、同団が所属市議の自主投票を採ったことによる部分が大きかった[21]。
- 2010年3月に廃止案が一旦否決された際、京都看護短大と佛教大学との提携は解消され、新たに京都光華女子、京都橘、同志社、花園の4私立大学との間で別個に協議が進められることとなったがこれらも不調に終わり、結局は市による公募の結果、学校法人育英館が看護短大の施設・設備を引き継ぐことに決定した[22][23]。2013年3月31日付をもって京都市立看護短期大学は廃止され、学校法人育英館は引き継いだ同短大の敷地内に京都看護大学を2014年4月に開学した[23]。

## 卒業後の進路について

### 就職について
- 専門職としての勤務者が多い。就職先の実績として京都市立病院・滋賀医科大学医学部附属病院・京都府立医科大学附属病院・大阪市立大学医学部附属病院などがある[2]。

### 編入学・進学実績
- これまでの実績では、大阪大学・神戸大学・滋賀県立大学・京都府立医科大学・大阪市立大学・大阪府立大学・神戸市看護大学などがある[2]。